# Фран Бреннан
Френсіс Бреннан (англ. Francis Brennan; нар. 12 лютого 1940, Дублін, Ірландія) — колишній ірландський футболіст. 

## Кар'єра гравця та тренера
Виступав за клуби «Транспорт», «Дандолк» та «Шелбурн». Переможець Ліги Ірландії у складі «Драмкондра» (1965) та «Дандолка» (1967). Згодом тренував «Дандолк».
Згодом Франа залучили до роботи з молоддю, допомогаючи тренувати Педді Хілліарду команду U-14.

## Кар'єра в збірній
Свій єдиний матч за національну збірну Ірландії провів 24 березня 1965 року, у програному (0:2) товариському поєдинку проти Бельгії на проведеному в Далімаунт Парк.

## Особисте життя
Народився в багатодітній сім'ї, має 6-ох братів та 4-ох сестер. Його брат Том був чемпіоном Ірландії з кросу серед чоловіків, вигравши титул у 1975 році та суттєво сприяв розвитку Ліффі-Веллі Атлетік Клаб.

## Досягнення
«Драмкондра»
- Ліга Ірландії
  -  Чемпіон (1): 1964/65

«Дандолк»
- Ліга Ірландії
  -  Чемпіон (1): 1966/67